# Hagedisslang
De hagedisslang of westelijke hagedisslang (Malpolon monspessulanus) is een slang uit de familie Psammophiidae.

## Naam en indeling
De wetenschappelijke naam van de soort werd voor het eerst voorgesteld door Johann Hermann in 1804. Oorspronkelijk werd de wetenschappelijke naam Coluber monspessulanus gebruikt. De slang werd eerder aan andere geslachten toegekend, zoals Coluber en Coelopeltis.

### Ondersoorten
Er bestaat een diepe genetische divergentie tussen de westelijke Malpolon monspessulanus en de voormalige ondersoorten M. m. insignitus en M. m. fuscus, wat heeft geleid tot de beslissing om de oostelijke vormen als een aparte soort te benoemen, Malpolon insignitus. De ondersoort M. m. saharatlanticus, werd in 2006 beschreven. De verschillen tussen deze (onder)soorten hebben betrekking op tekening, betandingskenmerken en op de microstructuur van de oppervlakte van de schubben.
De huidige ondersoorten zijn onderstaand weergegeven, met de auteur en het verspreidingsgebied.
| Naam                                    | Auteur                           | Verspreidingsgebied       |
| --------------------------------------- | -------------------------------- | ------------------------- |
| Malpolon monspessulanus                 | Hermann, 1804                    | Europa, noordelijk Afrika |
| Malpolon monspessulanus saharatlanticus | Geniez, Cluchier & De Haan, 2006 | noordelijk Afrika         |

## Uiterlijke kenmerken
Deze slang wordt maximaal twee meter lang, waarbij de vrouwen duidelijk kleiner blijven dan de mannen. In het veld blijven de meeste exemplaren kleiner. Deze soort is eenvoudig te herkennen aan de 'frons'; de uitstekende rand boven de ogen die de kop iets draakachtigs geeft omdat de slang boos lijkt te kijken. Het lichaam is vrij breed en heeft grote, gelijkmatige schubben met een karakteristieke 'gleuf' in de lengterichting. De kleur van volwassen mannen is min of meer egaal olijfgroen tot bruin, met een gelige of witte buik. Vrouwen vertonen een duidelijker tekening van dwarse streepvlekken en vage lengtestrepen aan de zijkanten.

## Levenswijze
De hagedisslang is giftig en heeft twee giftanden achter in de bovenkaak. Bij verstoring sist de slang. Hoewel het een giftige soort is, zal hij eerst proberen te vluchten in plaats van bijten. Het gif is niet zo sterk en de tanden zijn niet geschikt om mensen te bijten waardoor men er in de regel slechts rode plekken en zwellingen aan overhoudt. Het voedsel bestaat voornamelijk uit hagedissen, maar ook wel andere slangen, kleine zoogdieren en amfibieën worden gegeten.
Deze soort kruipt niet alleen over de grond tijdens het jagen, maar richt zich af en toe op als een periscoop al draaiend met de kop om de omgeving af te speuren op zoek naar een prooi. Eenmaal getraceerd wordt snel de achtervolging ingezet, de hagedisslang kan zeer behendig kruipen. Een andere bekende Europese hagedisetende slang is de katslang (Telescopus fallax).

## Verspreiding en habitat
De hagedisslang komt voor in delen van Europa en noordelijk Afrika en leeft in de landen Portugal, Gibraltar, Frankrijk, Italië, Marokko, Algerije en Tunesië, in Spanje is de soort geïntroduceerd op het eiland Ibiza.
De habitat bestaat uit scrublands, graslanden en woestijnen. Ook in door de mens aangepaste streken zoals akkers, weilanden, plantages en landelijke tuinen kan de slang worden aangetroffen. De soort is aangetroffen van zeeniveau tot op een hoogte van ongeveer 2160 meter boven zeeniveau. Het biotoop bestaat uit gebieden met enige vegetatie, ook wel bij steenhopen en ruïnes om hagedissen te vangen. Schuilen doet de slang meestal tussen de struiken of houtstapels.

## Beschermingsstatus
Door de internationale natuurbeschermingsorganisatie IUCN is de beschermingsstatus 'veilig' toegewezen (Least Concern of LC).

## Afbeeldingen
| . |

## Weblinks
- Malpolon monspessulanus, die Eidechsennatter